# Musulin Béla
Musulin Béla (Budapest, 1907. június 28. – Mezőtúr, 2007. február 5.) matematika–fizika szakos tanár, az Orosházi Táncsics Mihály Gimnázium első intézményvezetője volt 1933-tól 1938-ig. Péterfia Zoltán mellett az ő nevéhez köthető az Orosházi Gimnáziumi Előkészítő Tanfolyam megszervezése, amely az Orosházi Táncsics Mihály Gimnázium és Kollégium, illetve a Székács József Evangélikus Óvoda, Általános Iskola és Gimnázium elődjeinek számít.

## Élete

### Tanulmányai
Középiskolai tanulmányait a szegedi Dugonics András Gimnáziumban végezte el. Ezt követően a szegedi Ferenc József Tudományegyetemen tanult matematika–fizika–ábrázoló geometria szakon. Itt szerzett diplomát 1930-ban. Ezt követően egy évig magántanítványai voltak, majd 1931-ben a szegedi Iparostanonc Iskola óraadója lett. A következő évben már a Felsőipari Iskola internátusának felügyelője lett.

### A Orosházi Gimnáziumi Előkészítő Tanfolyam (1933–1938)
Orosháza területén 1862 és 1933 között három alkalommal is történt kísérlet a gimnázium alapítására. A község vezetése ebben az időben vetette fel újra egy községi gimnázium létesítését. Musulin Béla és Péterfia Zoltán szervezkedni kezdett az iskola megalapítására. Miután a községi gimnázium ötletét a vármegyei főispán is elutasította, ezért egy gimnáziumi előkészítő tanfolyamot indítottak. 
Az 1937/38-as tanévben megnyílt az Orosházi Evangélikus Gimnázium, és bár Musulin Béla a következő tanévtől igazgatóhelyettesi címet kapott, ezt elutasítva Szegedre költözött.

### Élete a Gimnáziumi Előkészítő Tanfolyam után
Orosházát követően ismét Szegedre költözött vissza, ahol 1938 és 1949 között kisebb megszakításokkal a Klauzál Gábor Gimnáziumban tanított. 1949-től Mezőtúrra költözött családjával. Egy időben matematikus volt egy budapesti tervező vállalatnál, majd 1952 és 1955 között a szolnoki Műszaki Egyetem ábrázoló geometria tanszék adjunktusa lett. 1955 és 1975 között a mezőtúri Teleki Blanka Gimnáziumban tanított feleségével együtt. Az intézményben segédkezett a levelező oktatás és a felnőttképzés megvalósításában is.
2007. február 5-én, 99 évesen hunyt el Mezőtúron.

## Családja
1934-ben kötött házasságot Bordács Elvirával,mennyiségtan–fizika középiskolai tanárral. Felesége 1934 és 1937 között a Gimnáziumi Előkészítő Tanfolyamban tanított.
Házasságukból négy gyerekük született: Béle, Mária, Kornélia és Miklós.

## Emlékezete
- 2006-ban Mezőtúr város díszpolgárának választották.
- 2008-ban az Orosházi Táncsics Mihály Gimnázium épületében a földszinti folyóson egy emléktáblát avattak a gimnáziumi tanfolyam alapítóinak és első tanárainak emlékére.[6]